# Cò quăm xanh
Cò quăm xanh, tên khoa học Mesembrinibis cayennensis, là một loài chim trong họ Threskiornithidae.
Đây là loài chim thường trú sinh sản từ Honduras qua Nicaragua, Costa Rica và Panama Tây, và Nam Mỹ đến bắc Argentina. Một số di chuyển theo mùa địa phương trong mùa khô.

## Hình ảnh

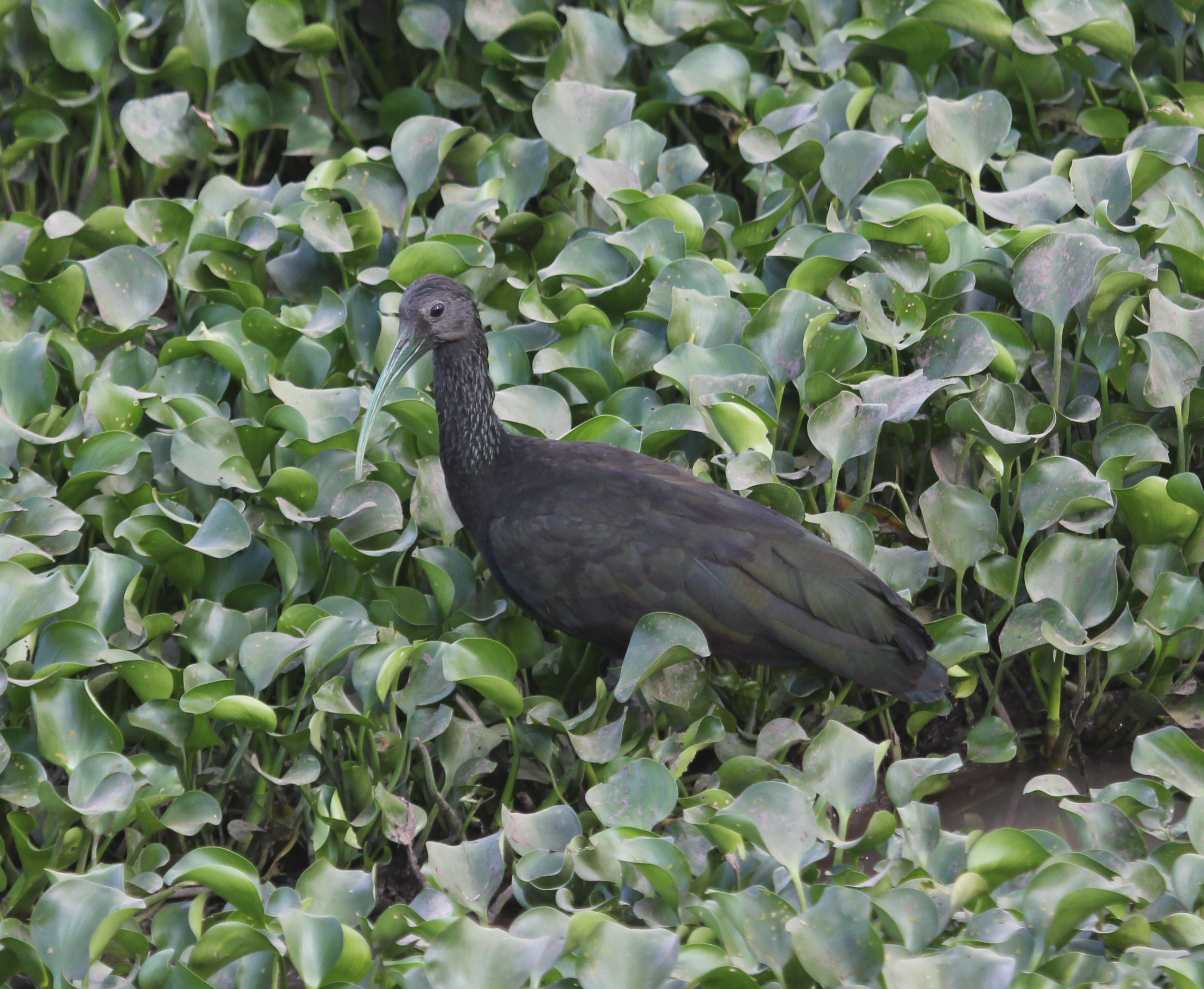